# BASIC-256
Basic-256 (anciennement KidBASIC) est un interpréteur de code BASIC et un environnement de développement intégré destiné à l'apprentissage de la programmation aux jeunes enfants. Le projet a démarré en 2007 inspiré par l'article américain « Pourquoi Johnny ne peut pas coder » (« Why Johnny can't code » en anglais) de David Brin. Son principal objectif est de fournir un environnement simple et complet pour les élèves des écoles primaires et secondaires afin de leur apprendre des rudiments de programmation informatique.
Le langage du Basic-256 est à la base une version simplifiée du BASIC moderne. L'éditeur de code, la fenêtre de sortie des textes et des graphiques de l'EDI sont tous visibles dans le même écran. Cependant, à la suite du développement des versions successives, de nouvelles fonctionnalités ont été ajoutées, à savoir:
- Gestion des fichiers (End-of-file, taille) depuis la version 9.4d ;
- Prise en charge des événements du dispositif de pointage (souris) depuis la version 9.4d ;
- Manipulation des lutins (sprites en anglais) depuis la version 0.9.6n ;
- Ajout des fonctions de base de données depuis la version 0.9.6y ;
- Prise en charge du réseau depuis la version 0.9.6.31;
- Fonctions réelles et sous-routines depuis la version 0.9.9.1.

Une documentation complète est disponible en anglais, français, russe, néerlandais, espagnol et portugais.